# Yaou (Ayamé)
Pour les articles homonymes, voir Yaou (homonymie).
Yaou  est une ville située au sud-est de la Côte d'Ivoire et appartenant au département d'Aboisso, dans la Région du Sud-Comoé.

## Géographie
C'est une ville frontalière située sur l'axe Ayamé - Bianouan à 25 km du Ghana, pays limitrophe à l'est de la Côte d'Ivoire. La localité de Yaou est un chef-lieu de commune et de sous-préfecture. Les villages de cette sous-préfecture sont Sanhoukro, Ebikro, N'Dakro, Dramanikouaokro, Amohakouaokro, Kou et Chantier. La ville a une population estimée à près de 20 000 habitants avec un taux de jeunesse élevé à près de 60 % de la population. L'actuel chef est Nanan Enockou Brou Benjamin.
Plusieurs ethnies, dont les Sénoufos, les Baoulés, les Lobi et les Gouro, et diverses populations de la CEDEAO cohabitent depuis des siècles avec les allogènes que sont les Agnis. Les différentes activités qui occupent cette population sont l'agriculture, le commerce et la pêche. Comme infrastructure sanitaire, la ville est équipée d'un centre de santé et d'une pharmacie. Au niveau de l’éducation, Yaou abrite une maternelle, quatre écoles primaires et un collège depuis 2014. Électrifiée depuis 1970, la ville de Yaou a un château d'eau, un terrain de football depuis sa création et un marché. La ville abrite aussi une paroisse (sacré cœur de Jésus) de l'église catholique, un temple de l’église méthodiste unie de Côte d'Ivoire, un temple des églises assemblées de Dieu, une mosquée et plusieurs autres communautés chrétiennes.
Les habitants de cette ville (Yaou) sont les Yaoulais.

## Histoire
Louis-Gustave Binger écrit à son sujet : « Impérié et Yaou ont toujours été des centres turbulents, dont les chefs agissant soit pour leur propre compte, soit pour le chef de l'Akapless, qui réside à Bounoua, dans l'intérieur, fermaient complètement le Comoé aux transactions. A plusieurs reprises il fallut châtier ces villages. En 1849, l'amiral Bouet-Willaumez, avec 250 marins et laptots, tirés de la Pénélope, du Caïman et de l'Adour, infligea une sérieuse défaite à Aka, l'ancien chef de l'Akapless... ».